# Akira Kaji
Akira Kaji (加地 亮, Kaji Akira) né le 13 janvier 1980 à Minamiawaji, Hyogo au Japon, est footballeur japonais. Il évolue au poste d'arrière droit.
Il annonce sa retraite le 1er janvier 2018 après près de 20 ans de carrière professionnel.

## Carrière
Il débute en équipe nationale le 8 octobre 2003 contre la Tunisie et a reçu depuis 64 sélections. Il a participé notamment à la coupe du Monde 2006.

## Palmarès
- Champion du Japon en 2014 avec Gamba Ōsaka
- Vainqueur de la Coupe de la ligue du Japon  en 2004 avec F.C. Tokyo
- Vainqueur de la Ligue des champions d'Asie 2008.

## Anecdote
- Il participe à l'émission "L'ultime sélection" ou「ファイナル・ドラフト」 (prononcé Fainaru Dorafuto ou final draft en anglais) met en compétition 25 anciens athlètes dans des épreuves physiques et d’endurance extrêmes. Le but est de tester leurs capacités et leur esprit de compétition. Le vainqueur remporte le prix final de 30 millions de yens. (175 000 euros en 2025)